# Сеитов, Хожабек
Хожабек Сеитов (25 августа 1917 — 20 апреля 2001) — советский каракалпакский писатель.

## Биография
Родился 25 августа 1917 года на территории нынешнего Тахтакупырского района Республики Каракалпакстан.
Начал печататься в 1940 году.
Председатель Совета по детской литературе СП Каракалпакской АССР.
Умер 20 апреля 2001 года в возрасте 83 лет в городе Нукусе.
Награждён орденами «Знак Почёта» и «Эл-юрт хурмати».
Является автором гимна Каракалпакской АССР.

## Творчество
Поэт и прозаик Хожабек Сеитов — автор десятка сборников стихов и поэм, множества рассказов, очерков и повестей — в 70-е годы обратился к созданию крупных эпических полотен. Он написал два романа — «Горячий ветер» и «Поклонись холму у дороги», которые тепло встречены читателями.— История каракалпакской советской литературы, 1981
Начал печататься в 1940 году. В первый сборник, озаглавленный «Вперед, к победе!» (1944), вошли в основном стихи военных лет. За послевоенные годы издано еще 8 стихотворных сборников на каракалпакском, узбекском и русском языках.
Лучшие стихи, переведённые на русский язык, собраны в книгах «На берегу Аму-Дарьи» (Нукус, 1957), «Виноградная лоза» (Ленинград, 1960).
Автор поэмы «Сын партизана», в которой воспевается героическая борьба корейского народа против американских захватчиков. В «Балладе о сыне негра» выступает против расовой дискриминации.
Автор сборника рассказов «Люди нашего аула» (1954) и романа «Трудное счастье» (Ташкент, 1959), который переведен также на русский язык.